# Hathaway (Automobilhersteller)
Hathaway war ein US-amerikanischer Hersteller von Automobilen.

## Unternehmensgeschichte
E. F. Hathaway wohnte in Dorchester, einer Gemeinde bei Boston in Massachusetts. Er stellte 1905 einige Automobile her. Der Markenname lautete Hathaway.

## Fahrzeuge
Ein Fahrzeug hatte einen 4-PS-Motor. Käufer war G. F. Cowee aus Kenwood.
Ein anderes Fahrzeug hatte einen Motor mit 8,5 PS Leistung. A. S. Webster aus Roxbury war der Käufer.
Ein drittes Fahrzeug entstand mit einem 12-PS-Motor. Es wurde nicht verkauft, sondern von Hathaway selber benutzt.